# Транспорт України
Тра́нспорт Украї́ни представлений автомобільним , залізничним , повітряним , водним (морським, річковим і озерним)  і трубопровідним , у населених пунктах  та у міжміському сполученні діє громадський транспорт пасажирських перевезень. Особливо розвинена інфраструктура залізничного і водного транспорту. Головним видом пасажирських і вантажних перевезень виступає автомобільний. Площа країни дорівнює 603 550 км² (46-те місце у світі). Форма території країни — складна, витягнута в широтному напрямку; максимальна дистанція зі сходу на захід — 1316 км, з півночі на південь — 893 км. Географічне положення України дозволяє країні контролювати сухопутні, повітряні транспортні шляхи між країнами Східної та Центральної Європи; морські транспортні шляхи в акваторіях Чорного і Азовського морів; транспортні коридори внутрішніми водними магістралями між акваторіями Балтійського і Чорного морів (Дніпровсько-Бузький канал водної системи Вісла — Дніпро); трубопровідний транспорт вуглеводнів до країн Європи зі сходу (Дружба, Союз, Уренгой — Помари — Ужгород).

## Історія становлення і розвитку
Відправлення пасажирів громадським транспортом в УРСР 1988 року дорівнювало:
- автобусний — 8553,8 млн пас. (16,9 % загальносоюзного);
- тролейбусний — 3159,2 млн пас. (27,3 % загальносоюзного);
- трамвайний — 2001,9 млн пас. (21,9 % загальносоюзного);
- метрополітен — 634,6 млн пас. (13,2 % загальносоюзного);
  - Київський метрополітен — 365,6 млн пасажирів,
  - Харківський метрополітен — 269,0 млн пасажирів.

| Вид транспорту | Вантажообіг (%) | Пасажирообіг (%) |
| -------------- | --------------- | ---------------- |
| залізничний    | 53,3            | 40,6             |
| морський       | 31,3            | 0,7              |
| річковий       | 1,2             | 0,3              |
| автомобільний  | 5,0             | 45,4             |
| повітряний     | 0,02            | 8,0              |
| трубопровідний | 6,2             | —                |
| Загалом        | 100,0           | 100,0            |

| Рік  | Перевезено вантажів (тис. тонн) | Вантажообіг (тис. тонно-км) | Перевезено пасажирів (тис. осіб) | Пасажирообіг (тис. пас.-км) |
| ---- | ------------------------------- | --------------------------- | -------------------------------- | --------------------------- |
| 2000 | 938 916,1                       | 19 281 619,3                | 2 603 804,6                      | 29 381 541,2                |
| 2002 | 947 263,8                       | 20 593 133,1                | 3 069 136,3                      | 35 812 231,1                |
| 2004 | 1 027 396,3                     | 28 847 143,4                | 3 720 326,4                      | 47 490 401,3                |
| 2006 | 1 167 199,6                     | 40 566 469,9                | 3 987 982,2                      | 53 981 705,3                |
| 2008 | 1 266 598,1                     | 54 877 223,3                | 4 369 125,5                      | 61 302 884,5                |

| Послуги з перевезення пасажирів окремими видами транспорту (млн. чол.) | 1990  | 1995 | 1999 | 2000 | 2001 | 2002 |
| Міжміське сполучення                                                   | 461   | 215  | 149  | 154  | 174  | 167  |
| ---------------------------------------------------------------------- | ----- | ---- | ---- | ---- | ---- | ---- |
| Залізниця (дальнього сполучення)                                       | 95    | 68   | 41   | 45   | 44   | 44   |
| Морський (включаючи приміське сполучення)                              | 26    | 8    | 3    | 4    | 5    | 5,4  |
| Річковий                                                               | 4     | 0    | 0    | 0    | 0    | 0    |
| Авіація                                                                | 15    | 2    | 1    | 1    | 1    | 1,7  |
| Автомобілі (автобуси)                                                  | 311   | 131  | 97   | 97   | 116  | 114  |
| Тролейбуси                                                             | 10    | 6    | 7    | 7    | 8    | 2    |
| Внутрішньоміський транспорт                                            | 11304 | 4924 | 6640 | 6499 | 6397 | 6429 |
| Річковий                                                               | 3     | 1    | 0    | 0    | 0    | 0,5  |
| Автомобілі (автобусиы)                                                 | 5394  | 2187 | 1731 | 1789 | 1946 | 2262 |
| Тролейбуси                                                             | 3222  | 1353 | 2728 | 2575 | 2324 | 2139 |
| Трамваї                                                                | 2007  | 822  | 1457 | 1381 | 1334 | 1196 |
| Метрополітен                                                           | 678   | 561  | 724  | 754  | 793  | 831  |
| Приміський транспорт                                                   | 3212  | 1677 | 1122 | 1174 | 1086 | 1115 |
| Залізниця                                                              | 574   | 509  | 446  | 454  | 424  | 421  |
| Річковий                                                               | 12    | 3    | 2    | 2    | 2    | 1,7  |
| Автомобілі (автобуси)                                                  | 2626  | 1165 | 674  | 718  | 660  | 692  |

### Сучасність
Сьогодні транспортний сектор економіки України у цілому задовольняє лише базові потреби економіки та населення у перевезеннях. Рівень безпеки, показники якості та ефективності перевезень пасажирів і вантажів, енергоефективності, техногенного навантаження на довкілля не відповідають сучасним вимогам. Залишається низьким рівень сервісного обслуговування клієнтів, недостатньо використовується наявний транзитний потенціал і вигідне географічне положення країни. Спостерігається відставання в розвитку транспортної інфраструктури, транспортно-логістичних технологій, мультимодальних перевезень, рівня контейнеризації, що зумовлює високу частку транспортних витрат у собівартості продукції. Частка сектору транспорту та зв'язку у валовому внутрішньому продукті України (за даними Держкомстату) станом на 2009 становила 11,3 %. Чисельність працівників галузі становить майже 7 % від загальної чисельності зайнятого населення.
Вигідне географічне положення України обумовлює проходження Міжнародних транспортних коридорів, зокрема
- Пан'європейських транспортних коридорів № 3, 5, 7, 9;
- коридорів Організації співробітництва залізниць (ОСЗ) № 3, 4, 5, 7, 8, 10 та
- транспортного коридору Європа — Кавказ — Азія (ТРАСЕКА).

Значний транзитний потенціал України дає змогу розвивати експорт послуг, який у 2009 році сягнув 9,5 млрд дол. США, у тому числі транспортних — 6,3 млрд дол. США. У загальній структурі експорту послуг транспортні послуги становлять 66 %, у структурі імпорту — 19 %, завдяки чому транспорт України демонструє стійке позитивне сальдо зовнішньої торгівлі послугами. 2009 року транспортна система забезпечила перевезення 1,5 млрд тонн вантажів і 7,3 млрд пасажирів. Внаслідок світової фінансової кризи та скорочення попиту на основні експортні товари у 2009 році відбулося падіння обсягів вантажних перевезень на 17,6 % порівняно з 2008 роком, пасажирських перевезень — на 12,7 %.
Незадовільний стан вітчизняної інноваційної та високотехнологічної складової транспортної галузі пояснюється:
- недостатнім рівнем інвестування,
- низьким рівнем тарифів на соціально значимі пасажирські перевезення, що підлягають державному регулюванню;
- обмеженим фінансуванням з державного та місцевих бюджетів;
- відсутністю коштів на просте відтворення основних фондів внаслідок заниження їх вартості та недостатнього рівня амортизаційних відрахувань;
- відсутністю інвестицій на умовах концесій,
- відсутністю державно-приватного партнерства;
- недосконалістю механізмів лізингу.

## Автомобільний
Загальна довжина автошляхів в Україні, станом на 2014 рік, дорівнює 169 694 км, з яких 166 095 км із твердим покриттям (17 км швидкісних автомагістралей) і 3 599 км без нього 2012(29-те місце у світі). Мережа основних маршрутів поширена по всій країні і з'єднує всі великі міста України, а також надає транскордонні маршрути з сусідніми країнами. За стан цих доріг відповідає Укравтодор. Крім того є 250 тис. км вулиць міст, за стан яких відповідають місцеві органи влади.

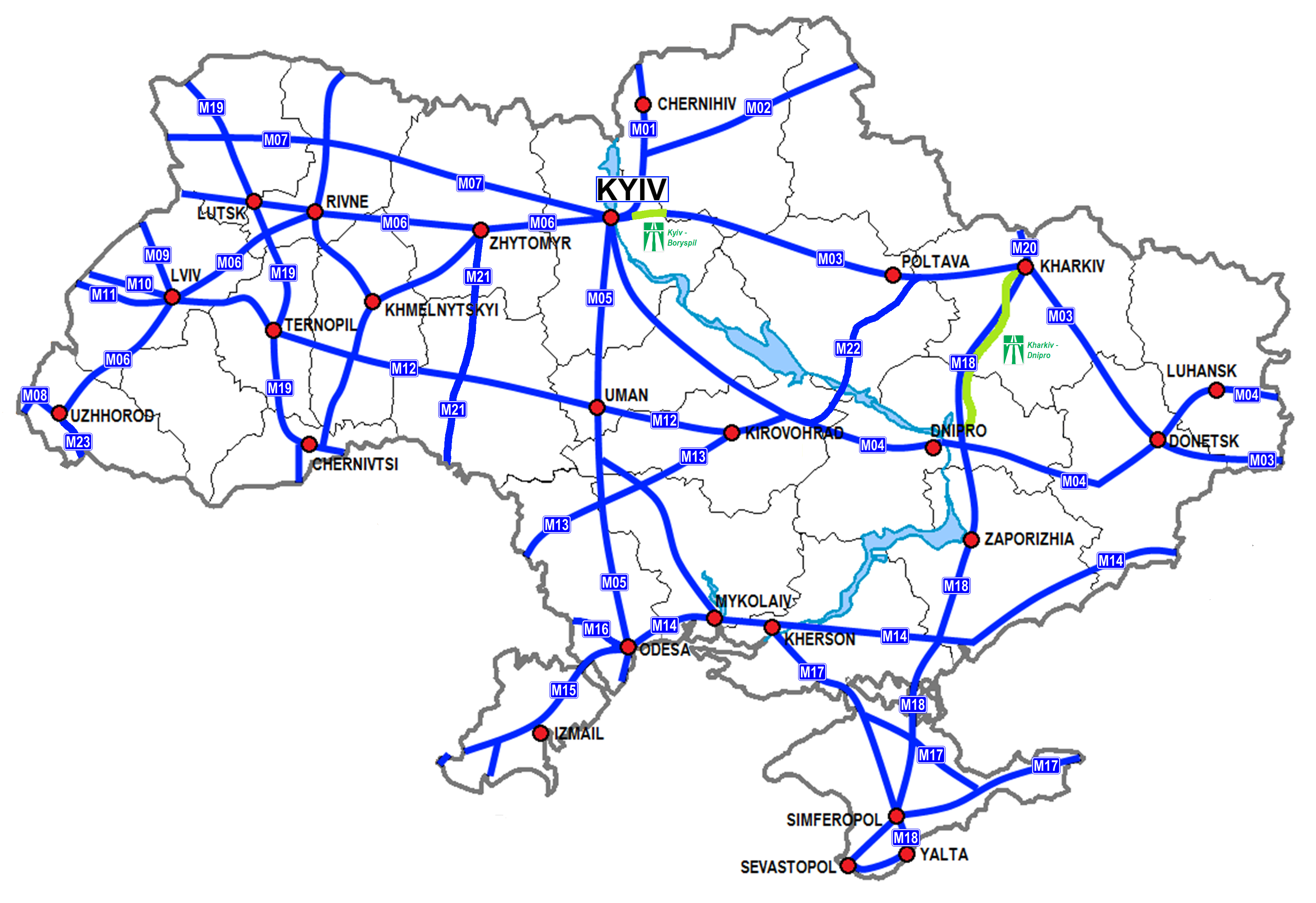
Карта-схема автомагістралей України
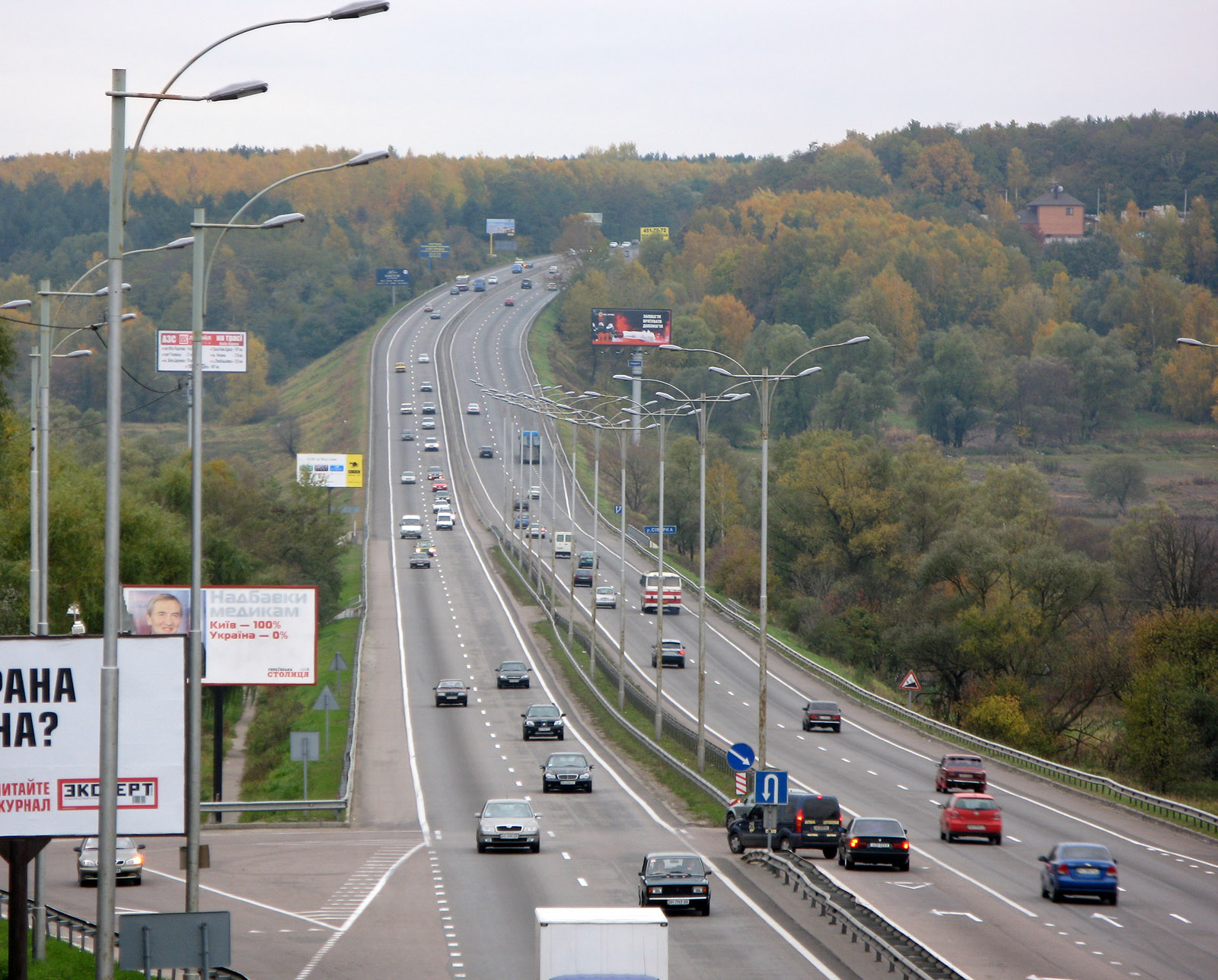
Автомагістраль М05 Київ — Одеса
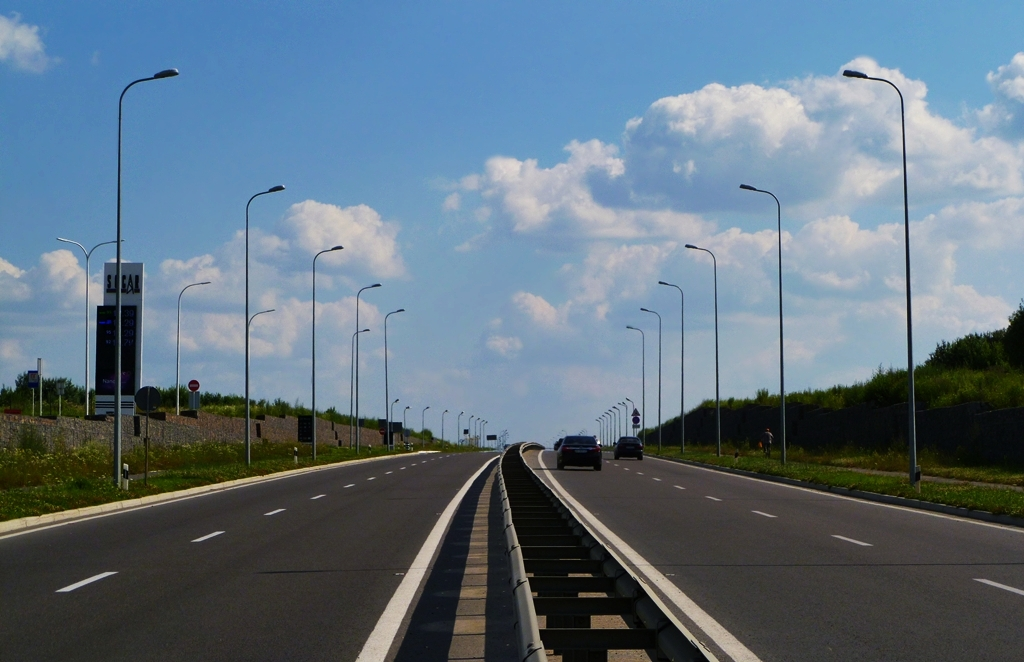
Автошлях Т 1410 неподалік Львова
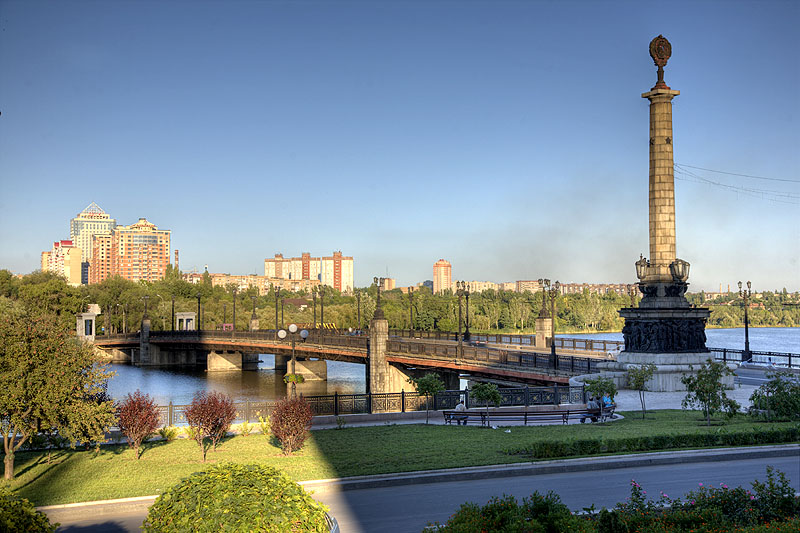
Міст у Донецьку
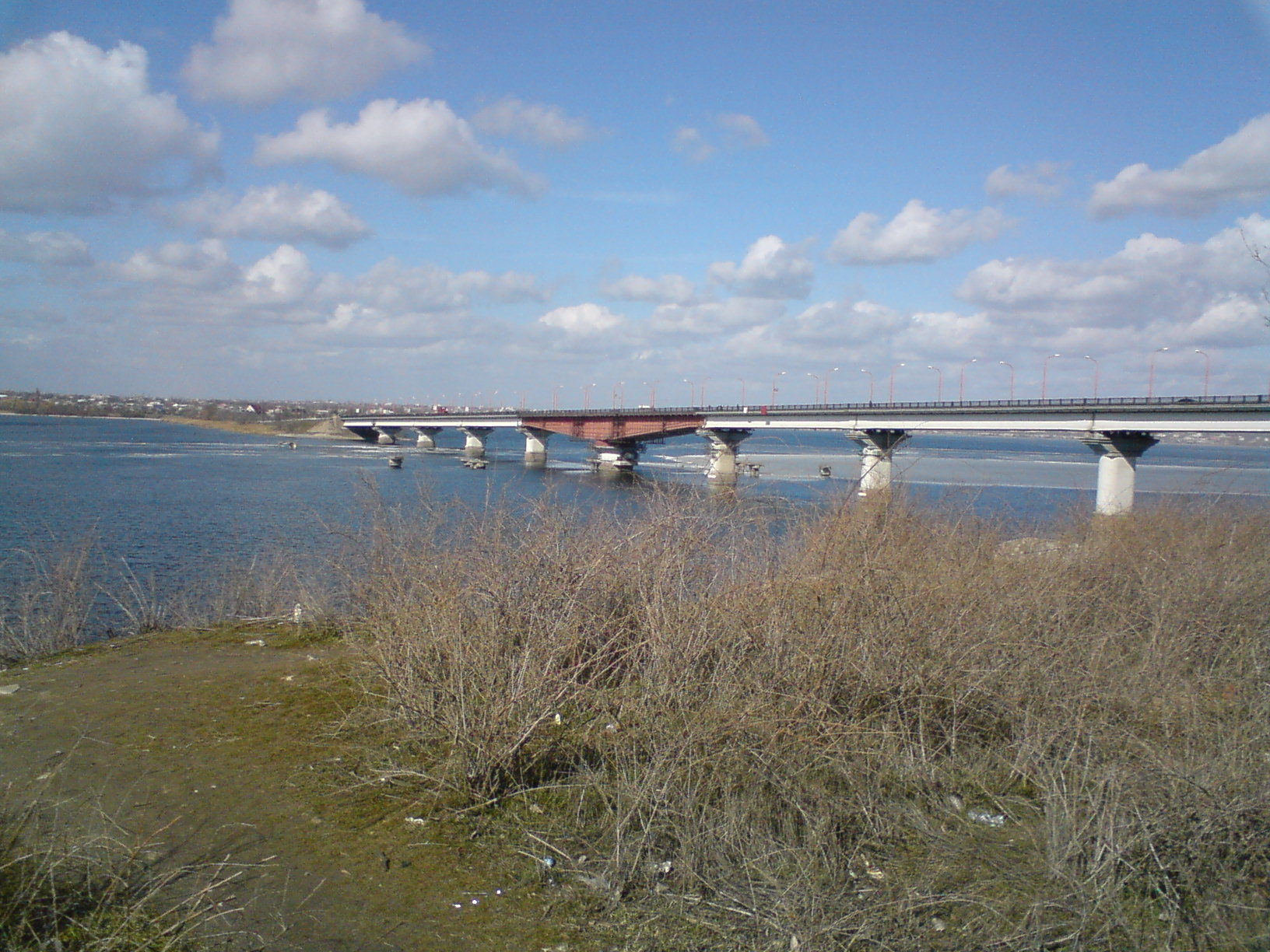
Варварівський міст, Миколаїв

Розвиток автомобільних доріг загального користування відстає від темпів автомобілізації країни. Протягом 1990—2010 їх протяжність практично не збільшувалася. Щільність автомобільних доріг в Україні у 6,6 раза менша, ніж у Франції (відповідно 0,28 та 1,84 кілометра доріг на 1 км² площі країни). Протяжність швидкісних доріг в Україні становить 0,28 тис. км, у Німеччині — 12,5 тис. км, у Франції — 7,1 тис. км, а рівень фінансування одного кілометра автодоріг в Україні відповідно у 5,5 — 6 разів менший, ніж у зазначених країнах. Це пояснюється низкою об'єктивних причин, зокрема тим, що тягар на утримання транспортної мережі на душу населення є більшим порівняно з європейськими країнами через відносно невелику густоту населення (76 чоловік на 1 км²), низьку купівельну спроможність громадян (1/5 купівельної спроможності Єврозони), порівняно невеликий парк автомобілів та значну територію країни. Незадовільним є транспортно-експлуатаційний стан автодоріг: 51,1 % не відповідає вимогам за рівністю, 39,2 % — за міцністю. Середня швидкість руху на автодорогах України у 2 — 3 рази нижча, ніж у західноєвропейських країнах.
Станом на 2008 рік в українському секторі міжнародних автоперевезень задіяно понад 2000 автопідприємств і близько 60 тисяч чоловік. Серед лідерів міжнародних автомобільних перевезень: Київська виробнича компанія «Рапід», «Транс Кінг», Укртрансзахід, «Транс Пеле», «Орлан Транс Груп», «Камаз-Транс-Сервіс». За дослідженням Світового банку 2018 року, за індексом ефективності логістики Україна посідає 60-ту сходинку серед 160 країн.

## Залізничний
Загальна довжина залізничних колій країни, станом на 2014 рік, становила 21 733 км (13-те місце у світі та 3-тє в Європі), з яких 21 684 км широкої 1524-мм колії (9 250 км електрифіковано), 49 км стандартної 1435-мм колії (49 км електрифіковано). На залізничному транспорті України впроваджується рух пасажирських поїздів зі швидкістю до 160 км/год, однак при цьому необхідно вирішити проблему розподілу мережі на лінії з переважно вантажним і переважно пасажирським рухом та підвищити частоту руху пасажирських поїздів. Водночас пропускну спроможність залізниць на кримському напрямку вже 2010 року було вичерпано.

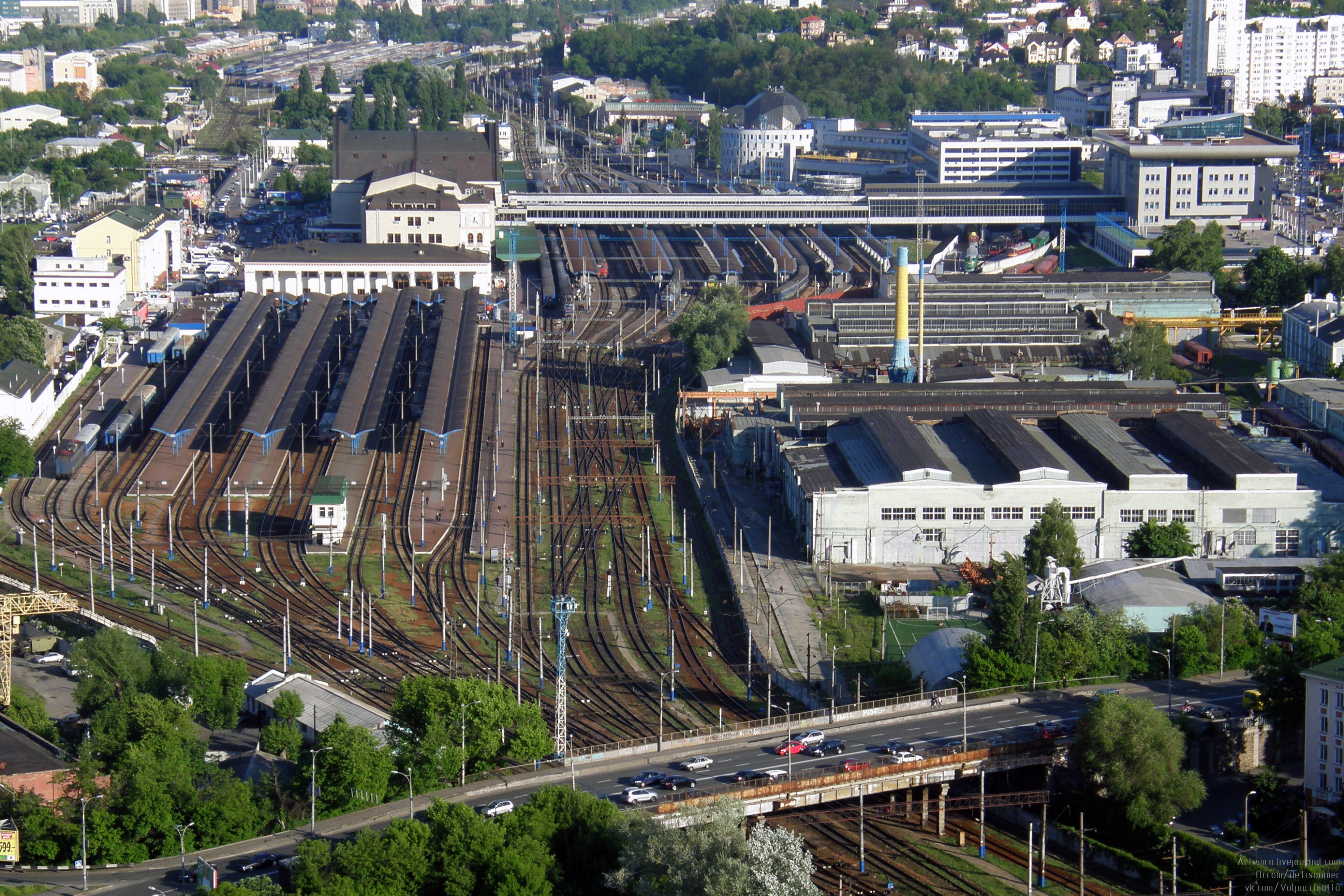
Центральна столична станція Київ-Пасажирський
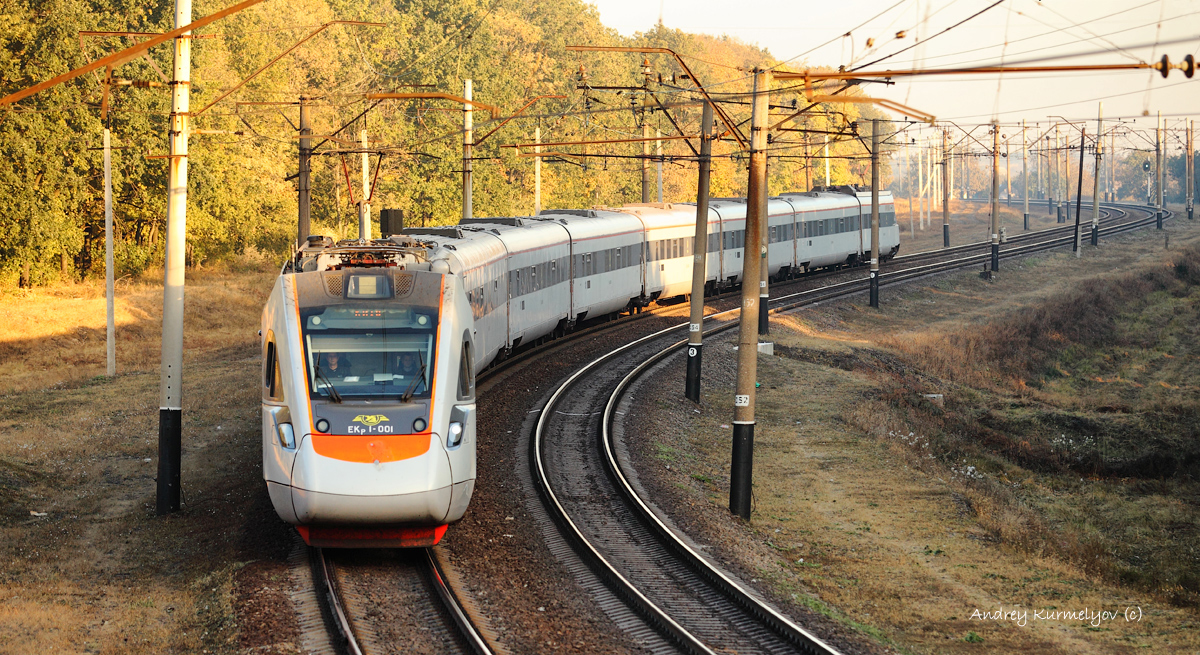
Потяг "Тарпан"
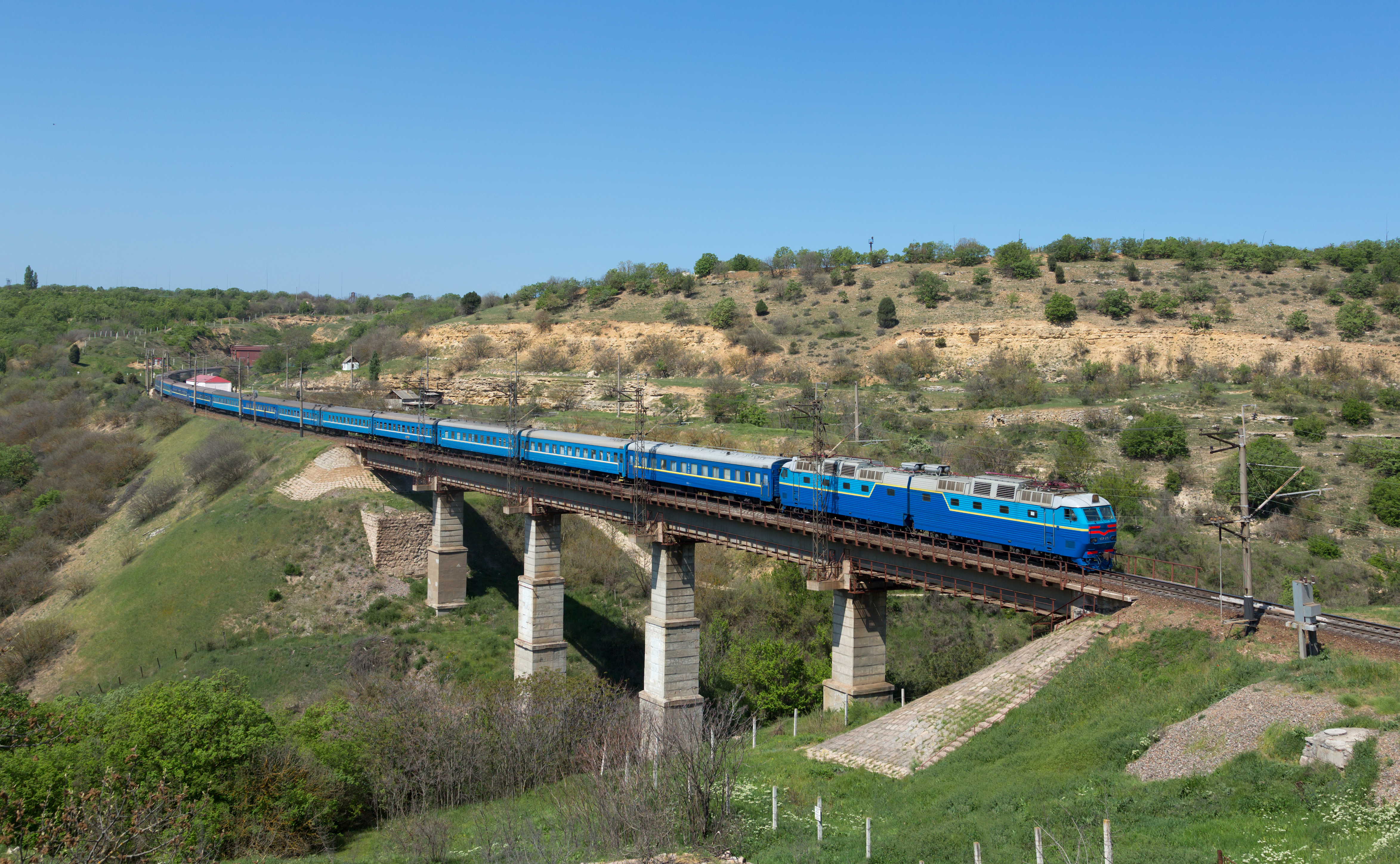
Пасажирський потяг поблизу Бахчисарая
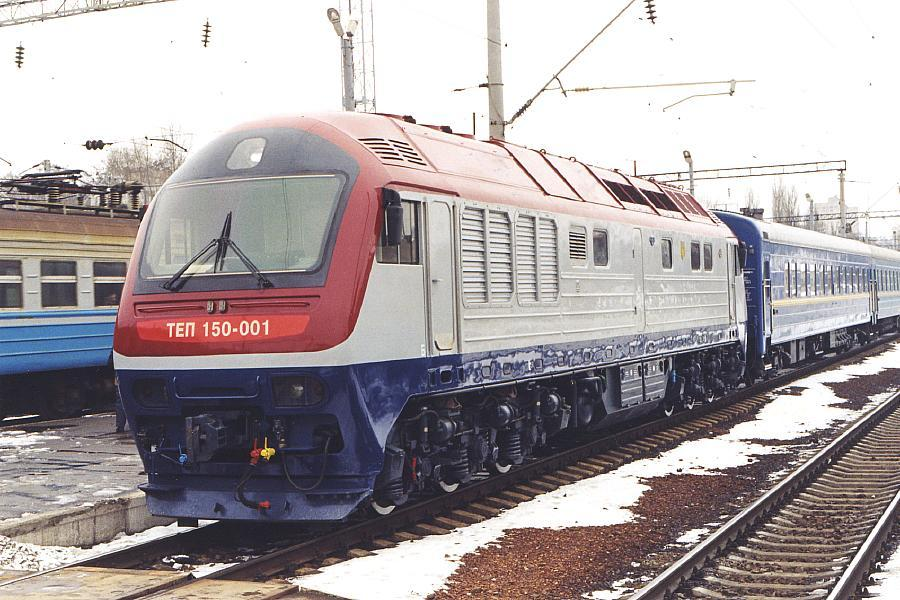
Тепловоз ТЕП-150, луганського виробництва

Управління залізничною мережею країни здійснює Державна адміністрація залізничного транспорту України.

## Повітряний
У країні, станом на 2013 рік, діє 187 аеропортів (31-ше місце у світі), з них 108 із твердим покриттям злітно-посадкових смуг і 79 із ґрунтовим. Найбільші міста України мають по два аеропорти: в Києві — це «Бориспіль» і «Київ (Жуляни)», в Сімферополі — «Сімферопольський» і «Заводський». Найбільший аеропорт країни знаходиться у Борисполі під Києвом. До числа найбільших також відноситься міжнародний аеропорт «Львів» імені Данила Галицького. Аеропорти країни за довжиною злітно-посадкових смуг розподіляються наступним чином (у дужках окремо кількість без твердого покриття):
- довші за 10 тис. футів (>3047 м) — 13 (0);
- від 10 тис. до 8 тис. футів (3047-2438 м) — 42 (0);
- від 8 тис. до 5 тис. футів (2437—1524 м) — 22 (5);
- від 5 тис. до 3 тис. футів (1523—914 м) — 3 (5);
- коротші за 3 тис. футів (<914 м) — 28 (69)[1].

У країні, станом на 2015 рік, зареєстровано 17 авіапідприємств, які оперують 92 повітряними суднами.

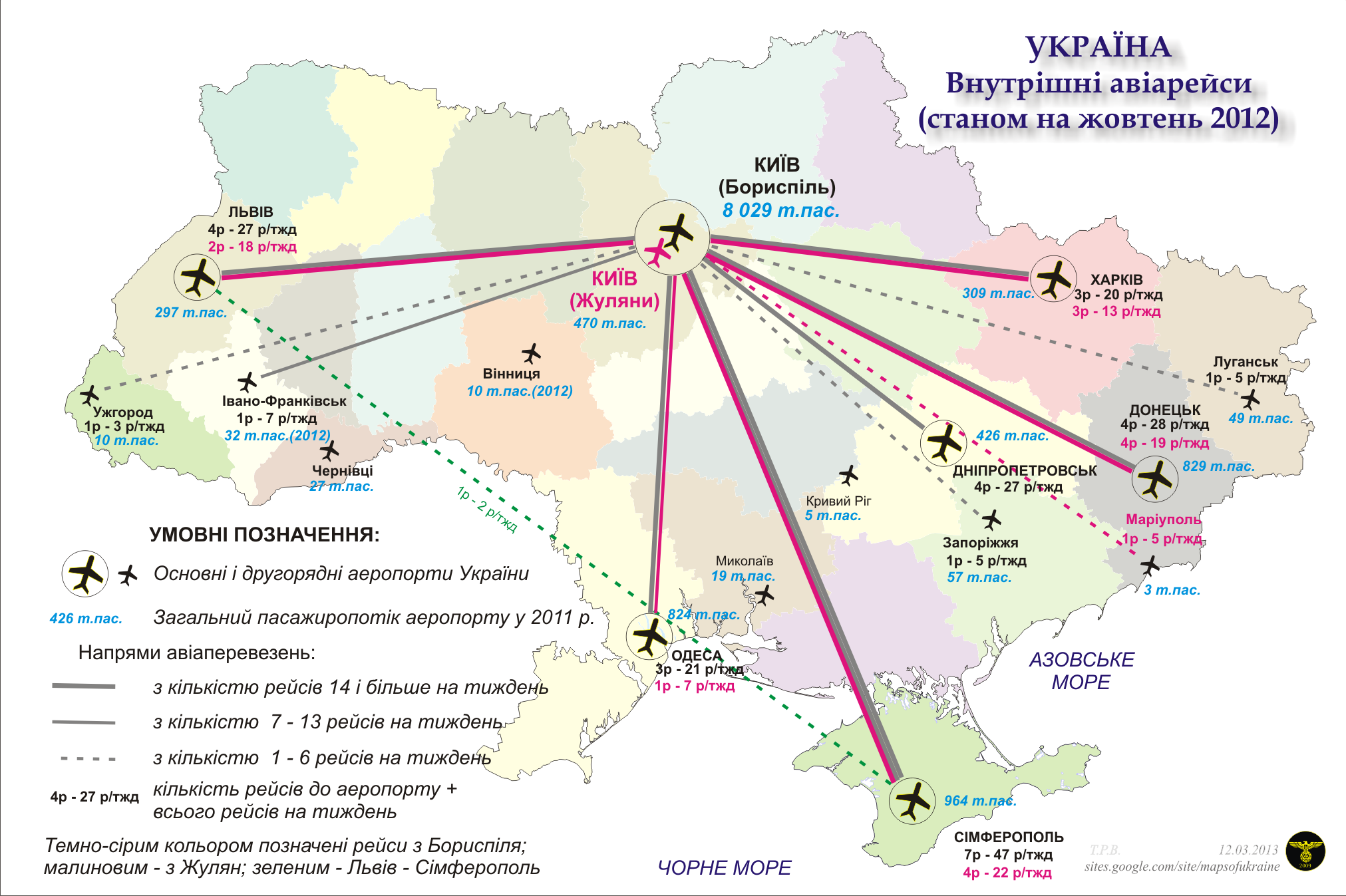
Україна. Внутрішні авіарейси, 2012 рік
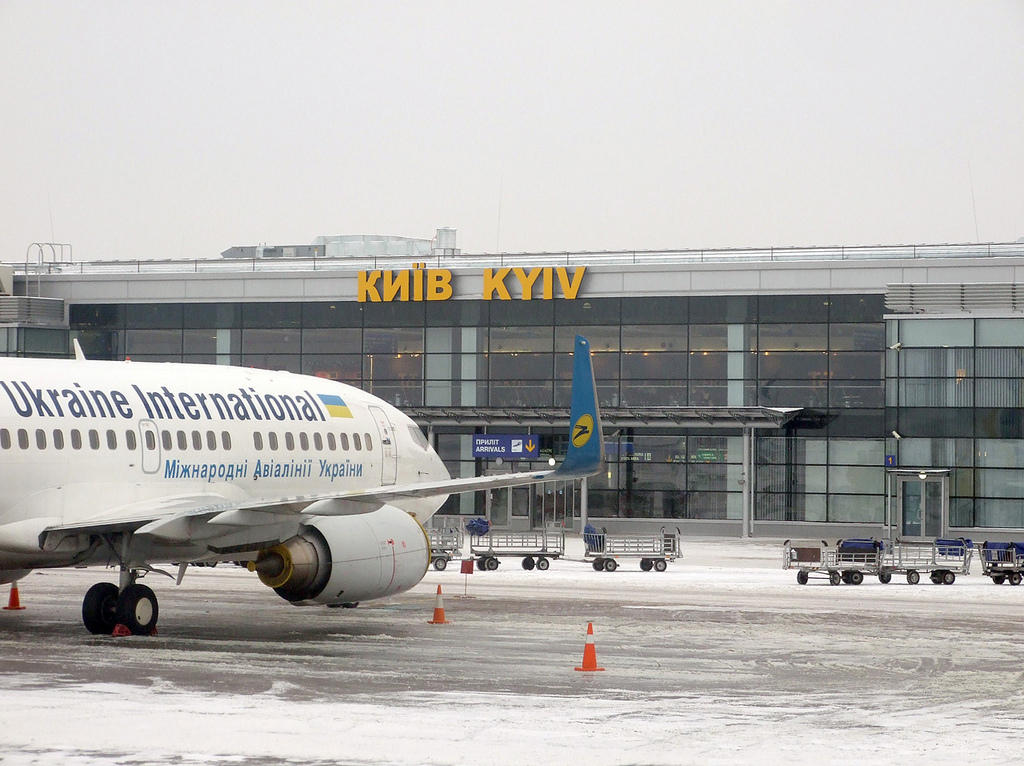
Аеропорт «Бориспіль»
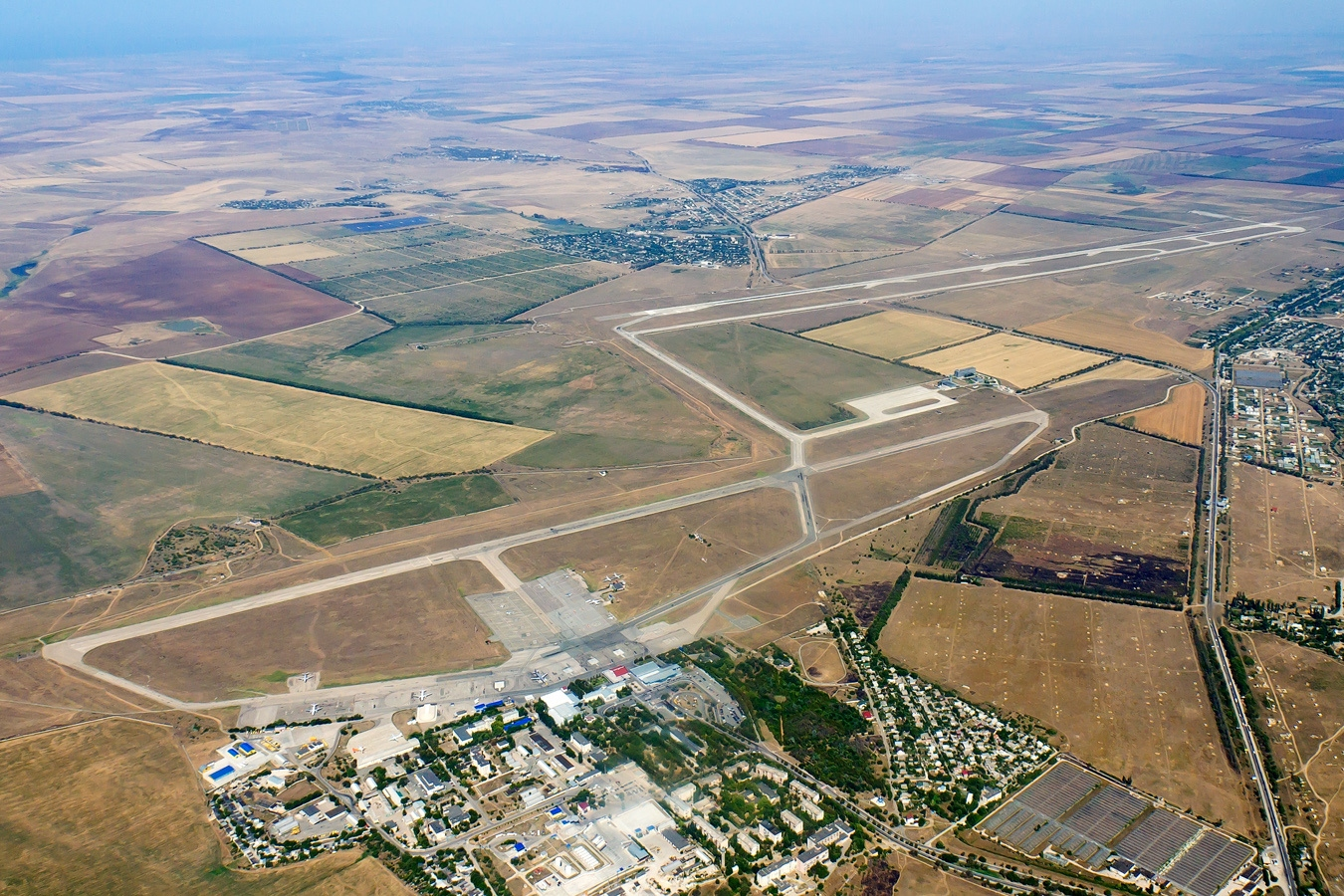
Симферопольський аеропорт імені Султана Амет-Хана
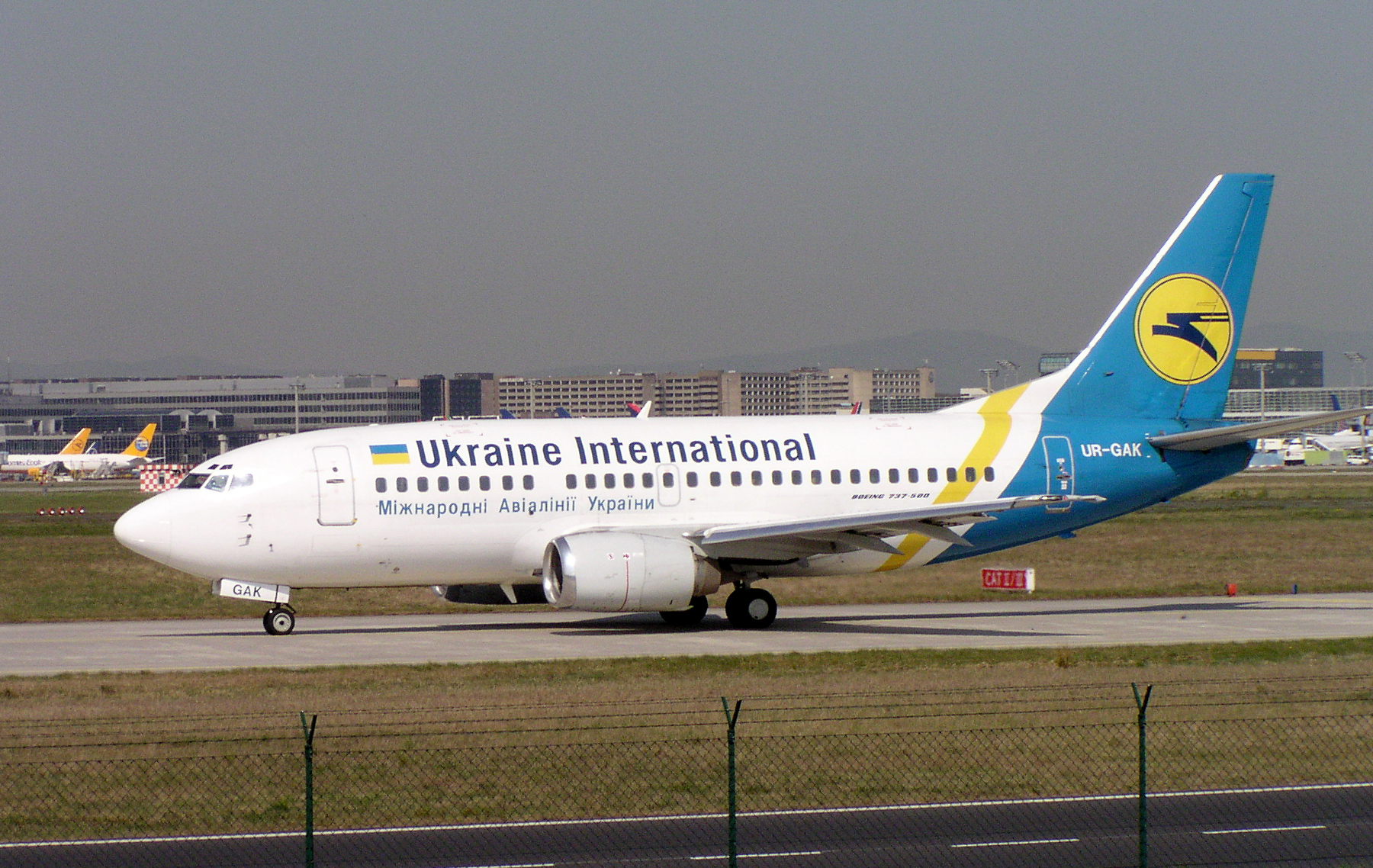
Національний перевізник — «Міжнародні Авіалінії України»

За 2015 рік загальний пасажирообіг на внутрішніх і міжнародних рейсах становив 4,6 млн осіб. За 2015 рік повітряним транспортом було перевезено 37,7 млн тонно-кілометрів вантажів (без врахування багажу пасажирів). Літаками в Україні перевозять переважно пасажирів. За середньою відстанню перевезення одного пасажира повітряний транспорт в Україні посідає перше місце і перевищує залізничний транспорт більш, як у 10 разів. Пасажирським перевезенням в Україні характерна сезонність. Основний пасажиропотік припадає на літо. Діють повітряні лінії до Франкфурта, Парижа, Торонто, Нью-Йорка, Лондона, Тель-Авіва. Розширюються зв'язки з країнами Близького Сходу, Китаєм.
У країні, станом на 2013 рік, споруджено і діє 9 гелікоптерних майданчиків.
Україна є членом Міжнародної організації цивільної авіації (ICAO). Згідно зі статтею 20 Чиказької конвенції про міжнародну цивільну авіацію 1944 року, Міжнародна організація цивільної авіації для повітряних суден країни, станом на 2016 рік, закріпила реєстраційний префікс — UR, заснований на радіопозивних, виділених Міжнародним союзом електрозв'язку (ITU). Аеропорти України мають літерний код ІКАО, що починається з — UK.

## Водний

### Морський
Головні морські порти країни: Одеса, Чорноморськ, Миколаїв, Феодосія, Маріуполь, Південний. Загалом у Чорноморському, Азовському та Дунайському басейнах розташовано 19 морських торговельних портів України.

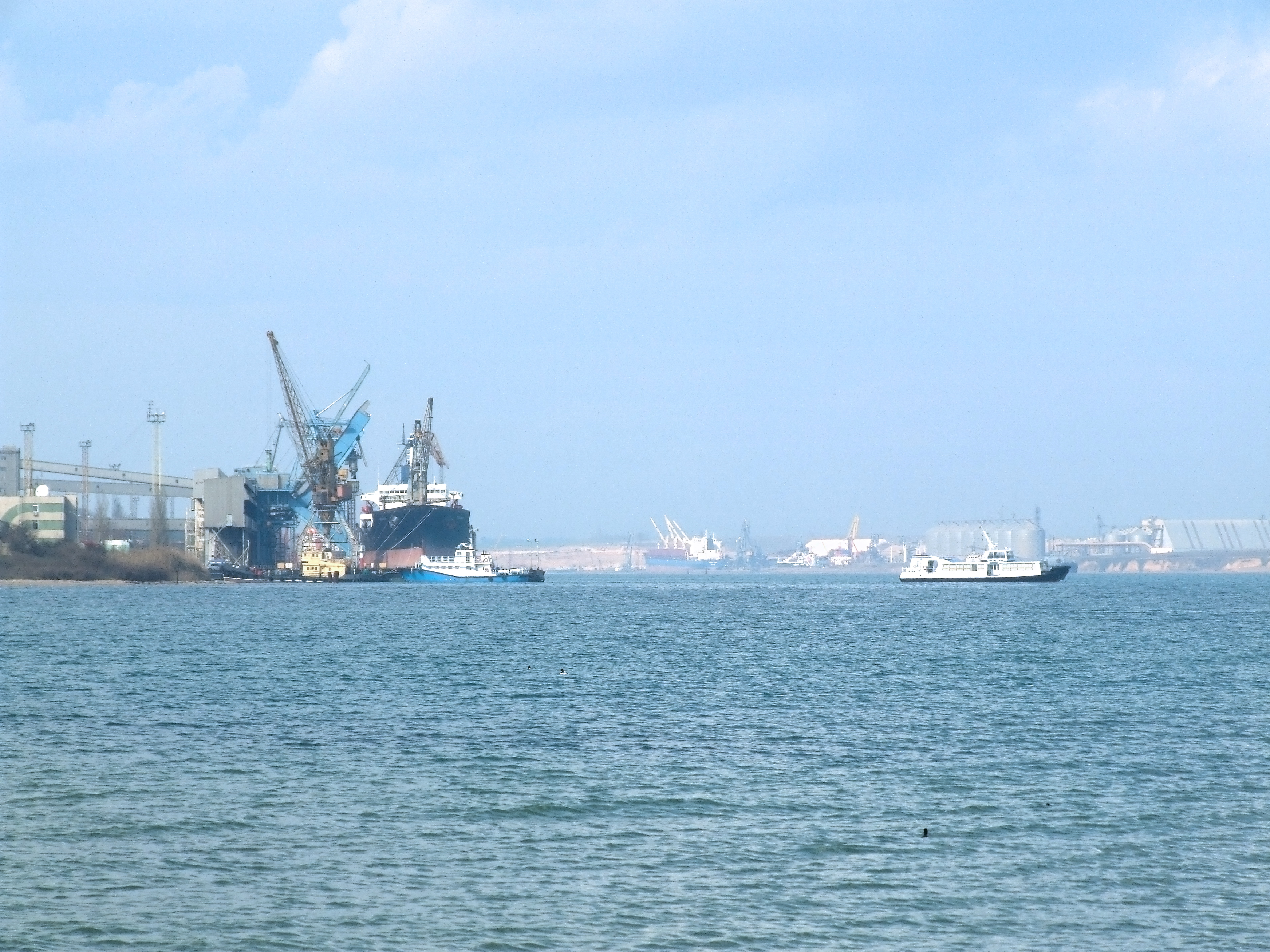
Морський порт «Південний»
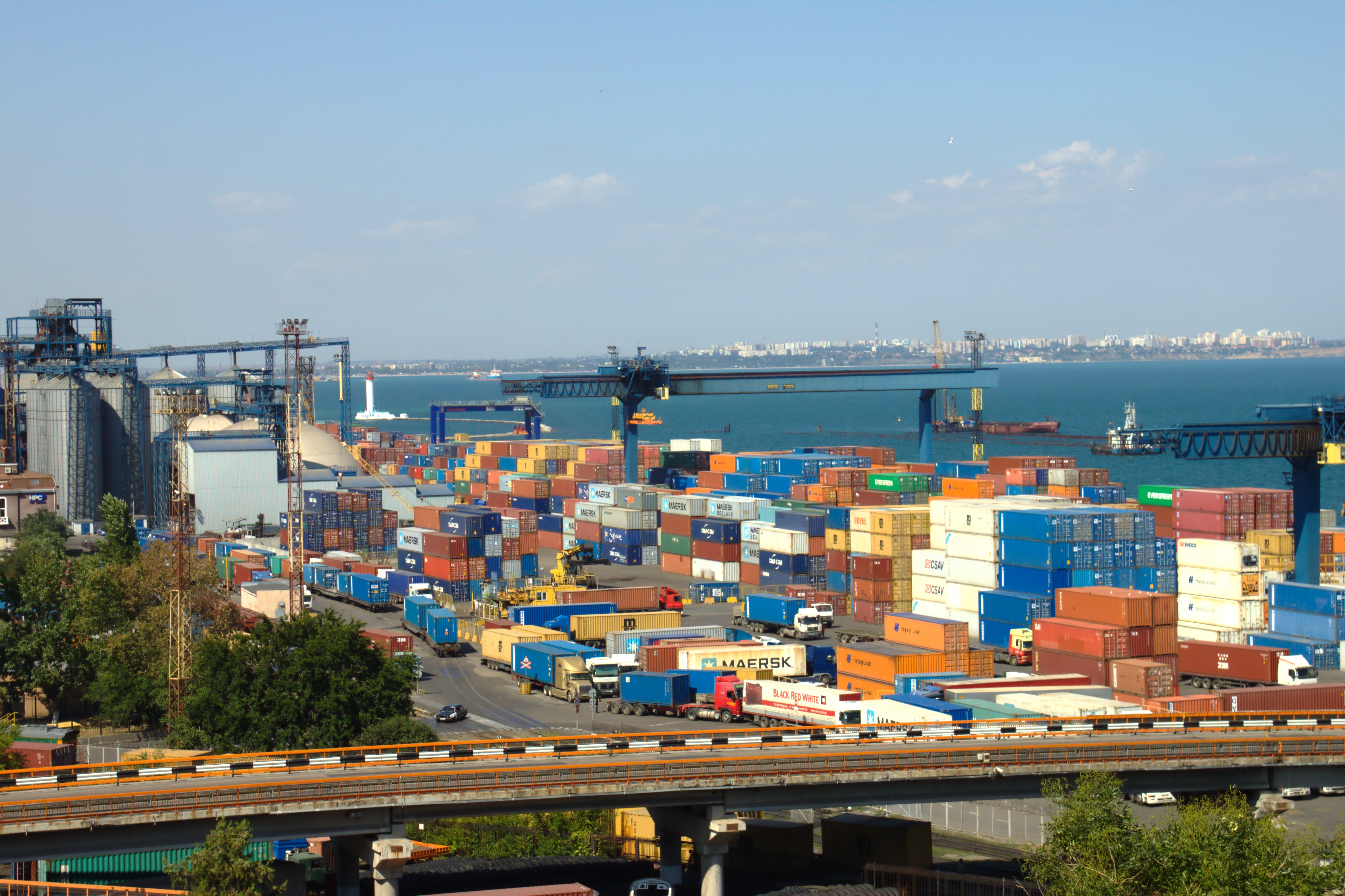
Контейнерний термінал Одеського порту
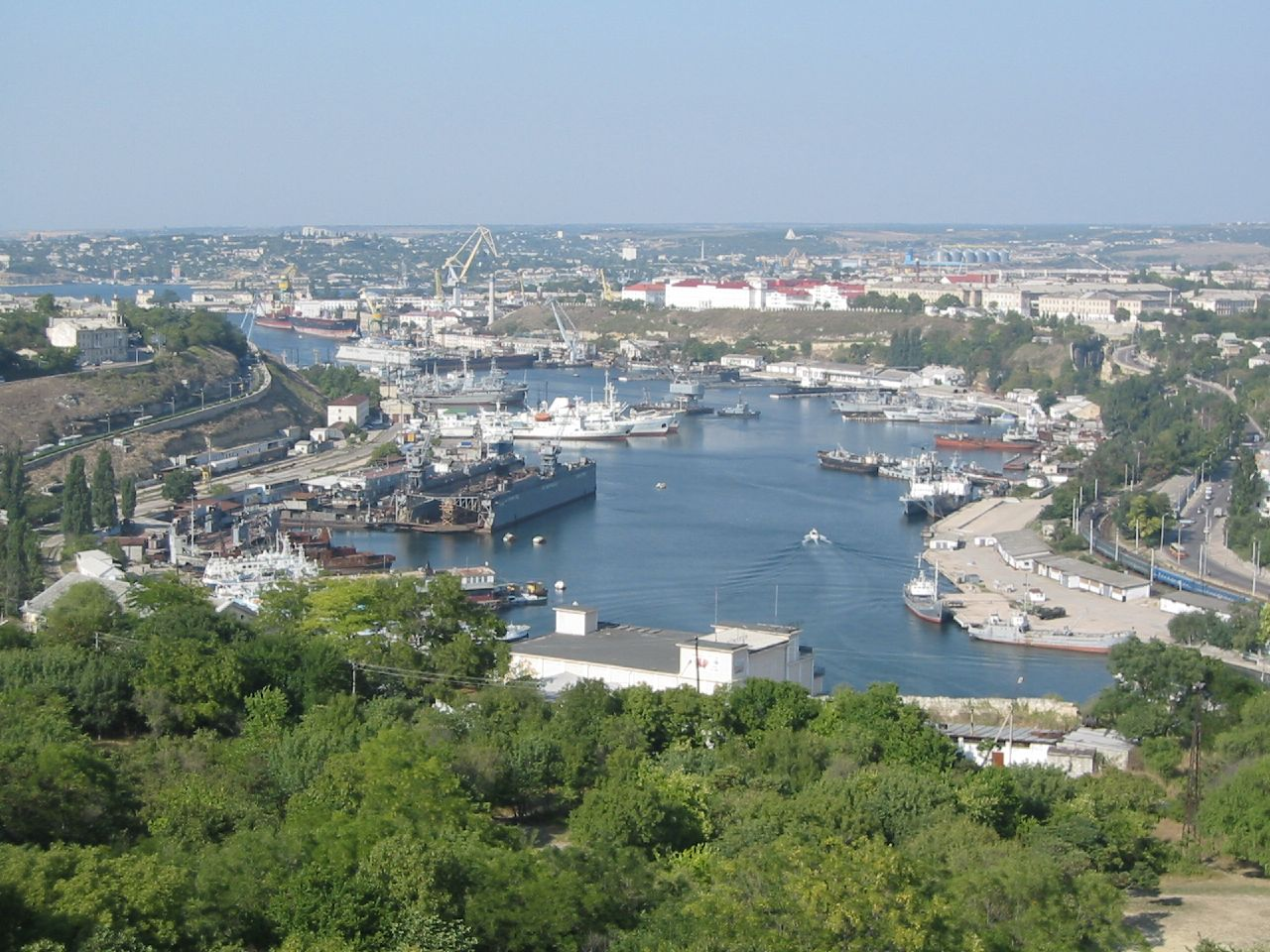
Бухта Севастопольського порту
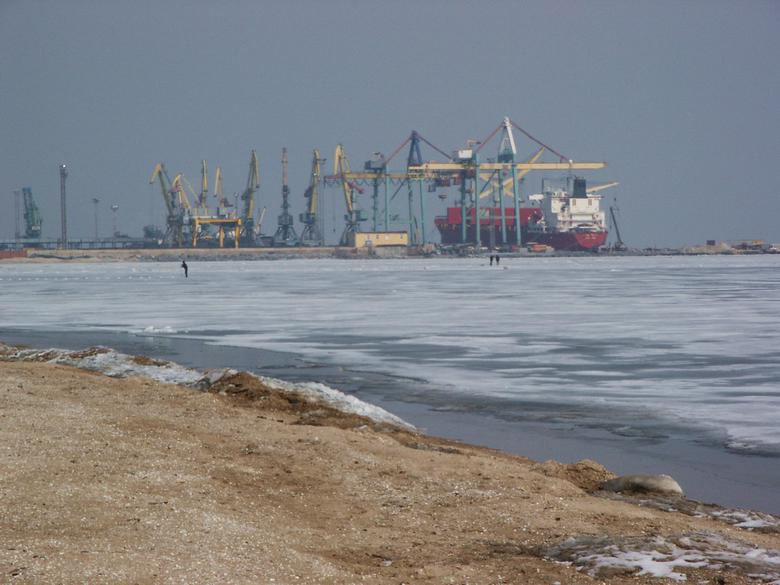
Маріупольський порт
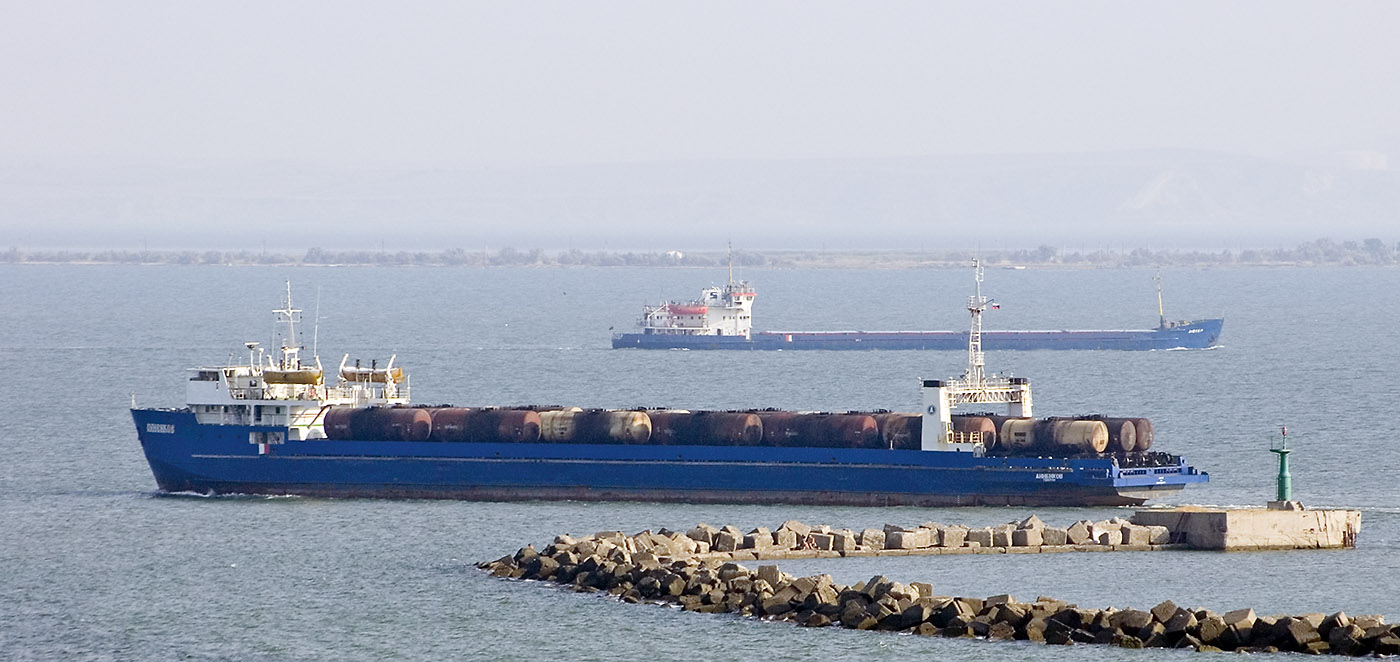
Залізничний пором у Керченській протоці

Морський торговий флот країни, станом на 2010 рік, складався з 134 морських суден з тоннажем більшим за 1 тис. реєстрових тонн (GRT) кожне (43-тє місце у світі), з яких: балкерів — 3, суховантажів — 98, танкерів для хімічної продукції — 1, пасажирських суден — 6, вантажно-пасажирських суден — 5, нафтових танкерів — 8, рефрижераторів — 11, спеціалізованих танкерів — 2; зареєстровані під прапорами інших країн — 172 (Белізу — 6, Камбоджі — 35, Коморських Островів — 10, Кіпру — 3, Домініки — 1, Грузії — 10, Ліберії — 10, Мальти — 29, Маршаллових Островів — 1, Молдови — 14, Монголії — 1, Панами — 8, Російської Федерації — 12, Сент-Кіттсу і Невісу — 8, Сент-Вінсенту і Гренадин — 12, Сьєрра-Леоне — 5, Словаччини — 2, невстановленої приналежності — 5).
| Порт        | 2008 | 2009 | 2010 | 2011 | 2012 | 2013 | 2014 | 2015 | 2016 |
| ----------- | ---- | ---- | ---- | ---- | ---- | ---- | ---- | ---- | ---- |
| Південний   | 43,4 | 27,8 | 30,4 | 39,8 | 38,4 | 43,4 | 47,4 | 48,6 | 39,3 |
| Одеса       | 34,6 | 28   | 24,7 | 25,6 | 24,5 | 23,2 | 24,6 | 25,6 | 25,3 |
| Миколаїв    | 9,3  | 8    | 7,2  | 8,6  | 10,8 | 20,3 | 20,8 | 22,2 | 22,4 |
| Чорноморськ | 18,9 | 16,3 | 15,1 | 13,5 | 14,5 | 16,5 | 17,6 | 17,3 | 15,9 |
| Маріуполь   | 16,6 | 13,4 | 15,9 | 15,1 | 14,1 | 15,5 | 13,0 | 9,0  | 7,6  |

### Річковий
Загальна довжина судноплавних ділянок річок і водних шляхів, доступних для суден з дедвейтом понад 500 тонн, 2012 року становила 1 672 км (46-те місце у світі). Головна водна транспортна артерія країни — річка Дніпро, зарегульована системою водосховищ (Київське, Канівське, Кременчуцьке, Кам'янське, Дніпровське і Каховське). Також судноплавні Дунай, Дністер, Десна, Стир, Горинь, Південний Буг, Сіверський Донець на окремих ділянках. Основною річковою магістраллю міждержавних перевезень є Дунай. На ньому діють порти Вилкове, Кілія, Ізмаїл та Рені.

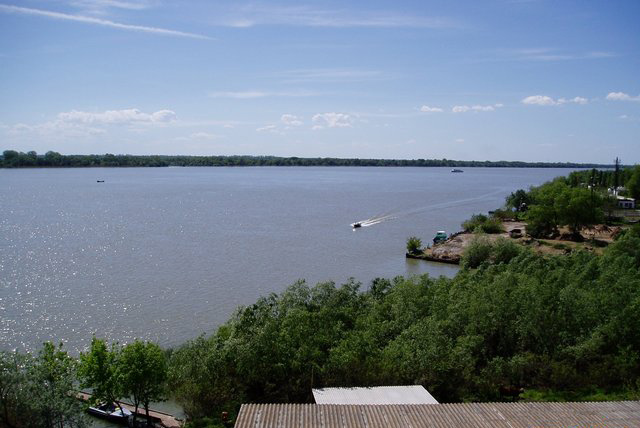
Дельта Дунаю, Вилкове
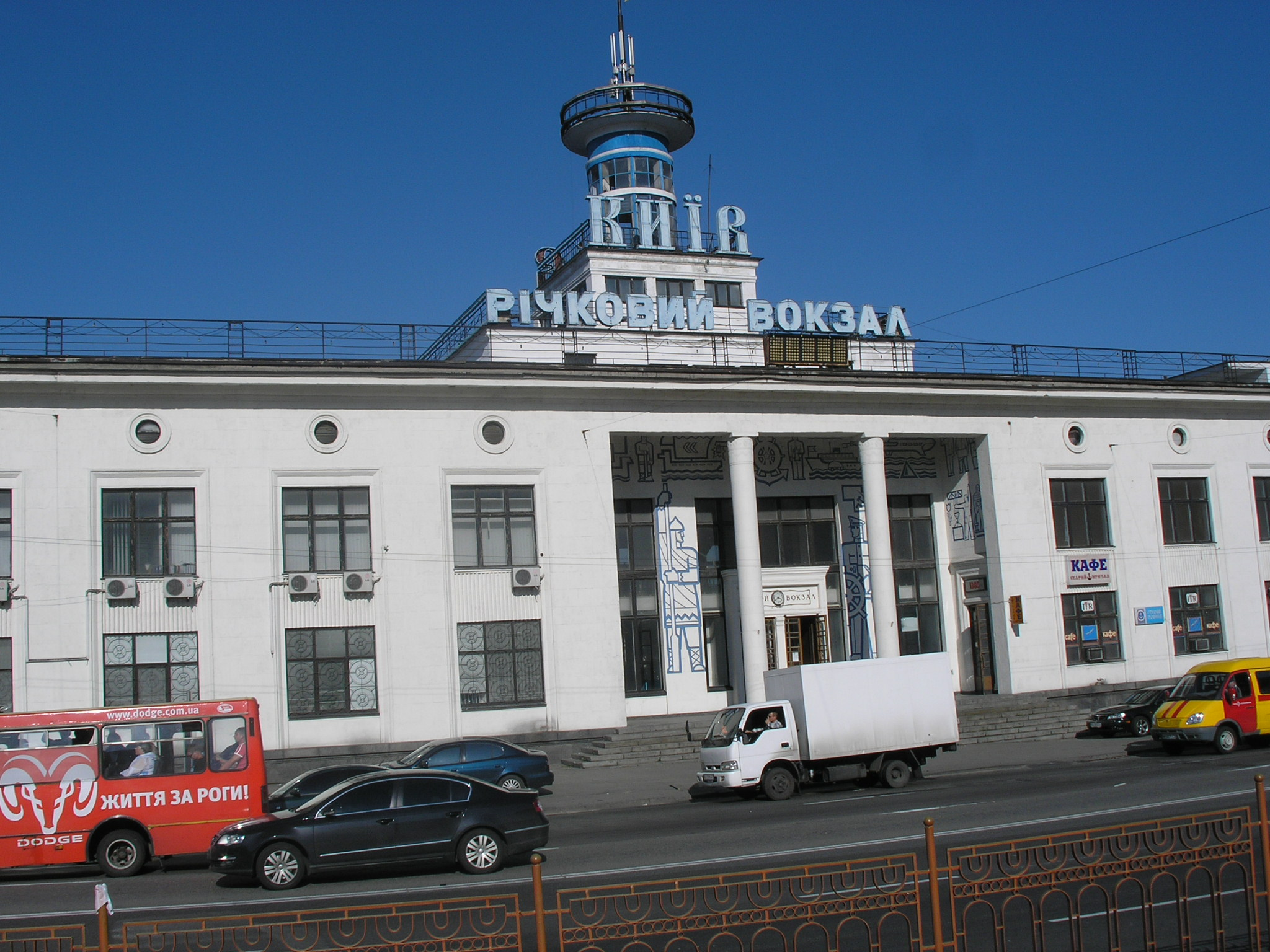
Київський річковий вокзал
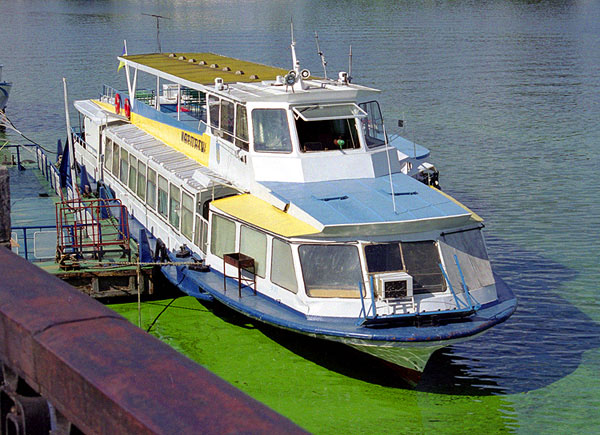
Річковий пасажирський човен

Майже за всіма показниками перевезень вантажів і пасажирів цей річковий вид транспорту знаходиться на останньому місці. Серед його вантажів провідне місце посідають будівельні матеріали, вугілля і кокс, залізна і марганцева руди. Основну роль у перевезенні вантажів і пасажирів відіграє Дніпровський басейн. По Дніпру та його найбільших притоках — Прип'яті та Десні — здійснюється понад 90 % усіх перевезень річкового транспорту в країні. Найбільші порти на Дніпрі — Київ, Дніпро і Запоріжжя.

## Трубопровідний
Загальна довжина газогонів в Україні, станом на 2013 рік, становила 36 720 км; нафтогонів — 4 514 км; продуктогонів — 4 363 км.

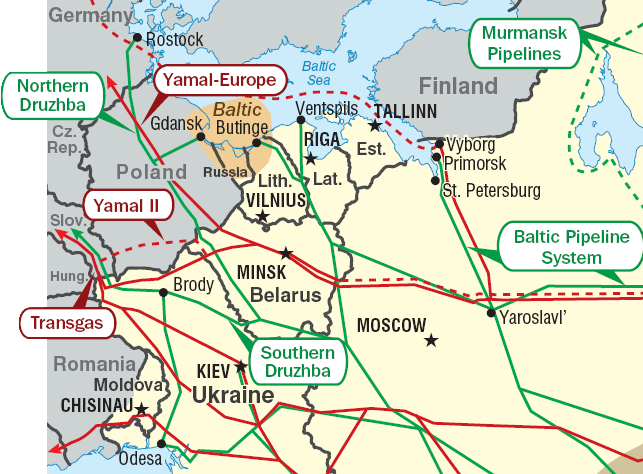
Магістральні трубопроводи Східної Європи (англ.)
Газотранспортна система УкраїниГазотранспортна система України
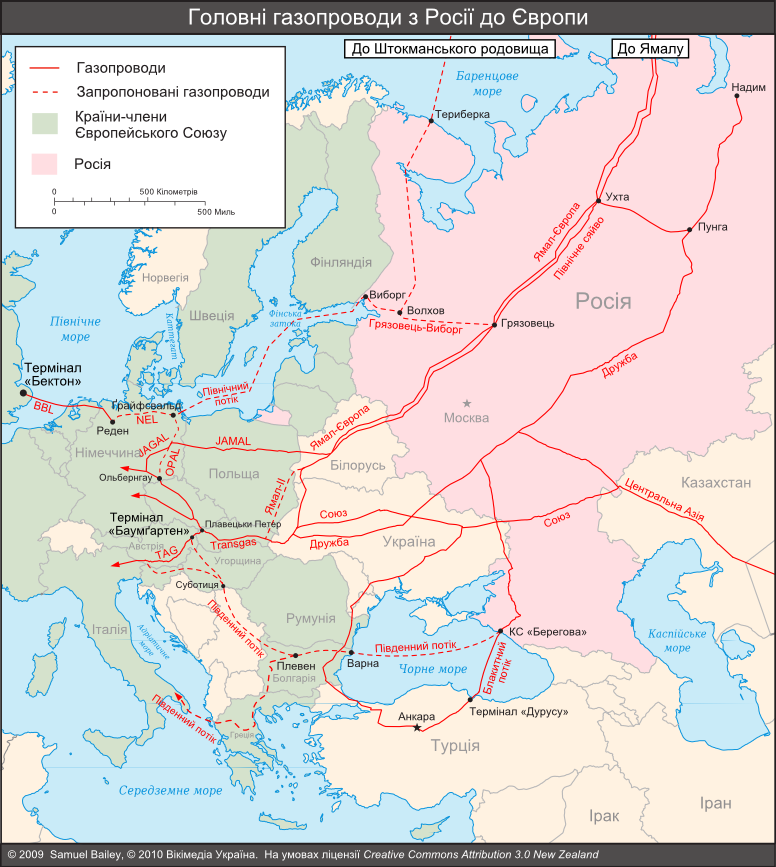
Транзит газу з Росії до Європи
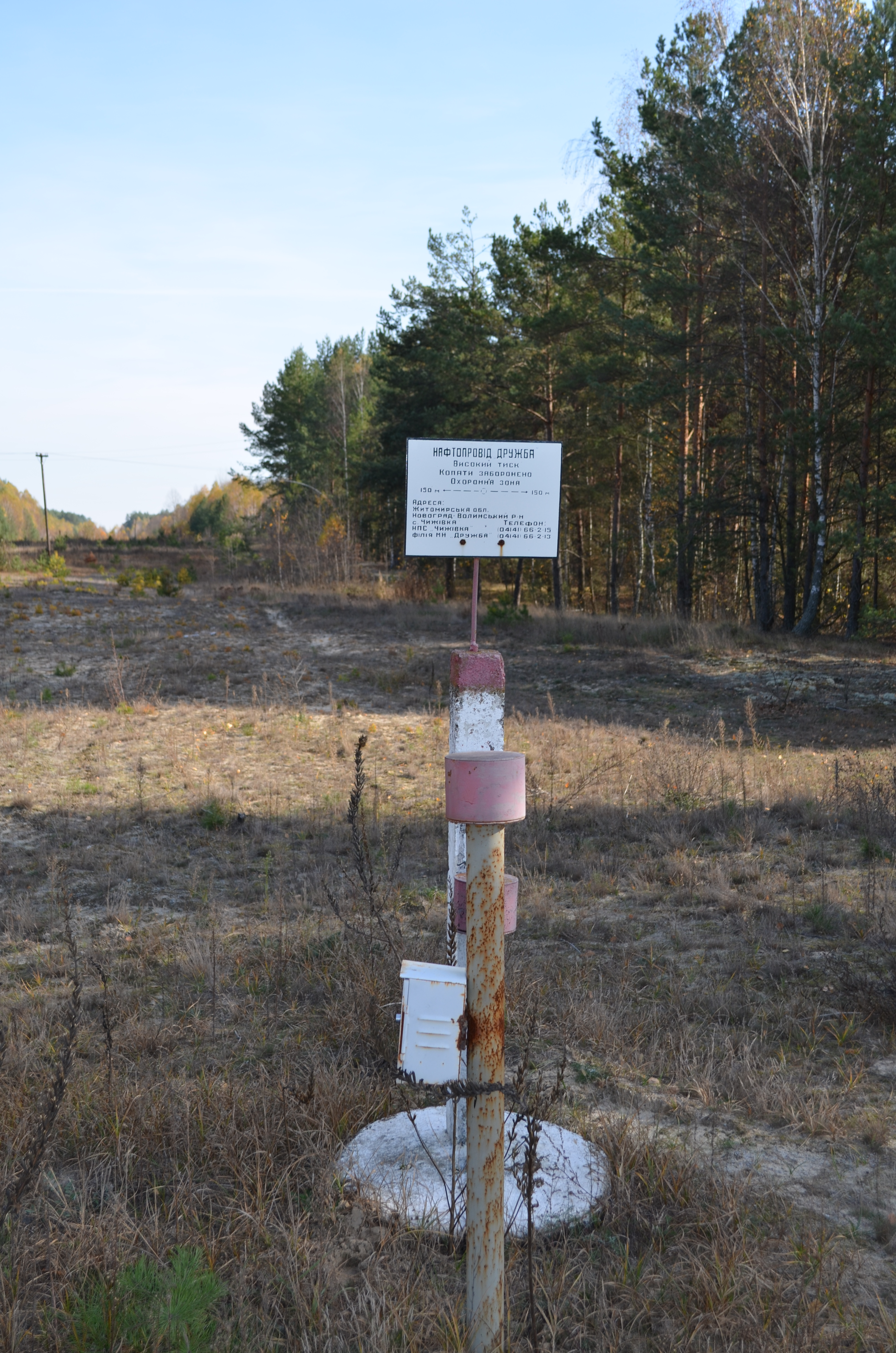
Лінія нафтопроводу Дружба, Житомирська область
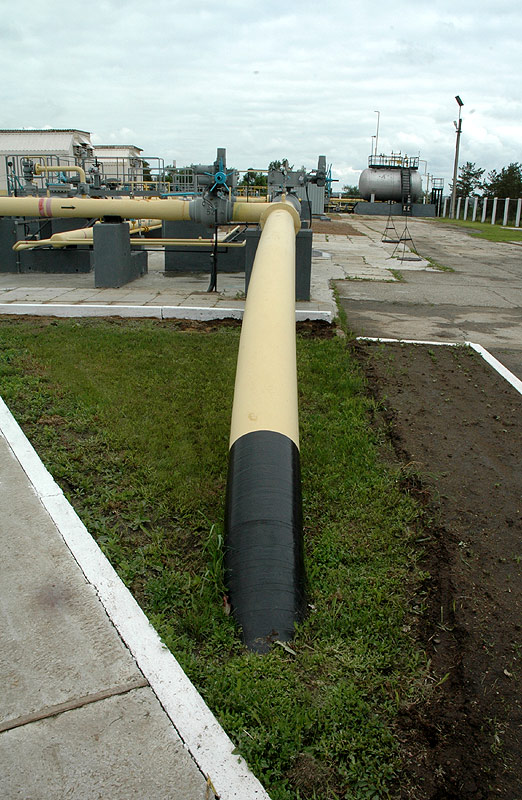
Найдовший у світі аміакопровід Тольятті — Одеса

## Міський громадський
До основних видів міського громадського транспорту належать трамвайне, тролейбусне, автобусне сполучення і метро.
Трамваї з'явилися в Україні ще наприкінці XIX століття. Тепер вони обслуговують пасажирів у 24 містах. Довжина трамвайних колій становить понад 2000 км. Лінії швидкісного трамваю діють у Києві і Кривому Розі. За рік у країні перевозиться трамваями близько 3 млрд пасажирів.

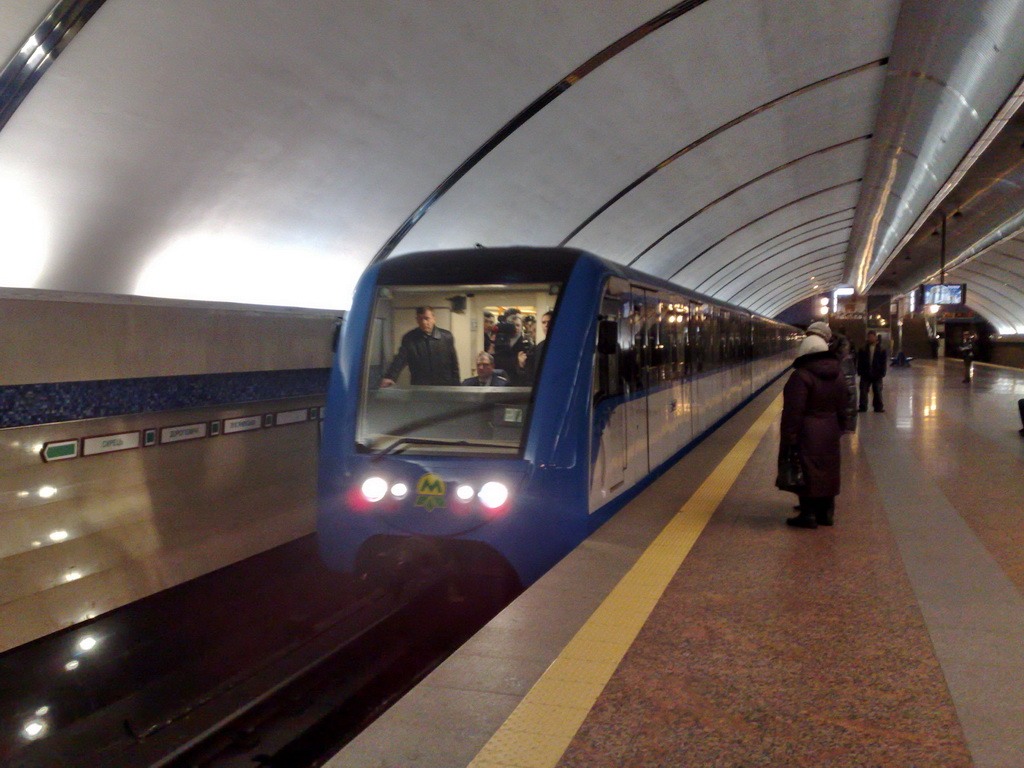
Київський метрополітен
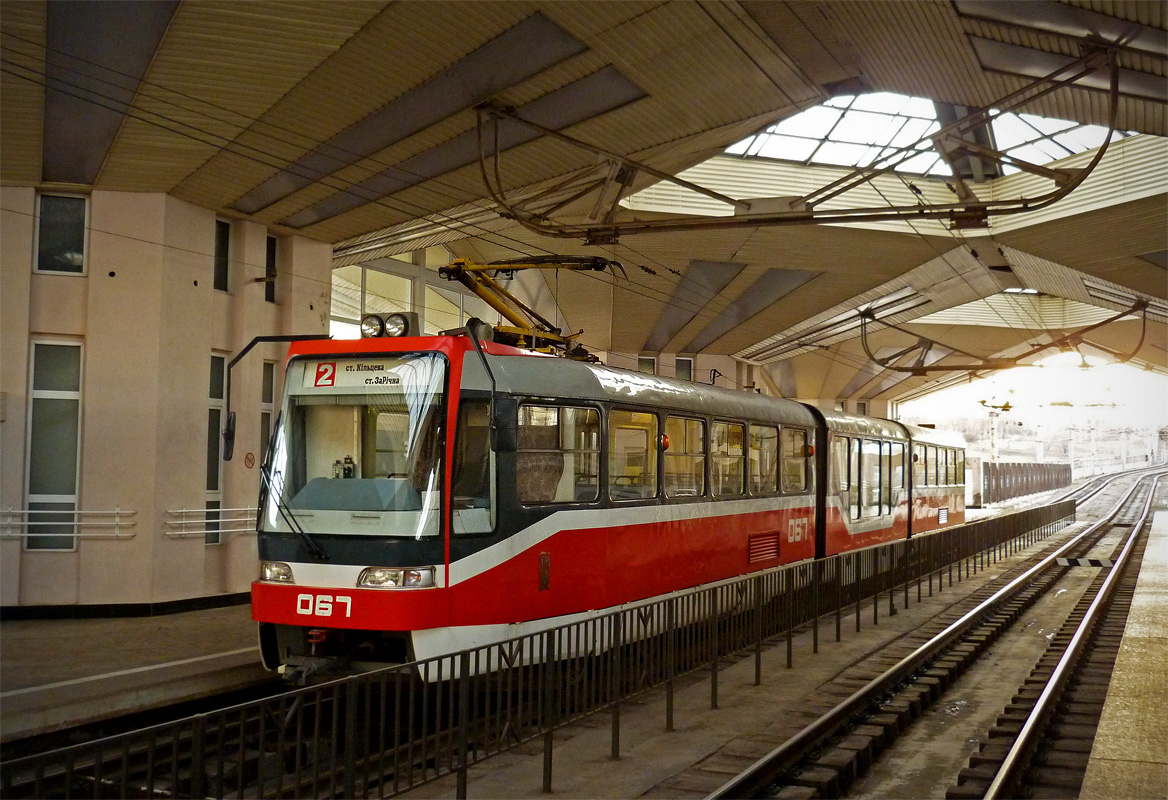
Криворізький швидкісний трамвай
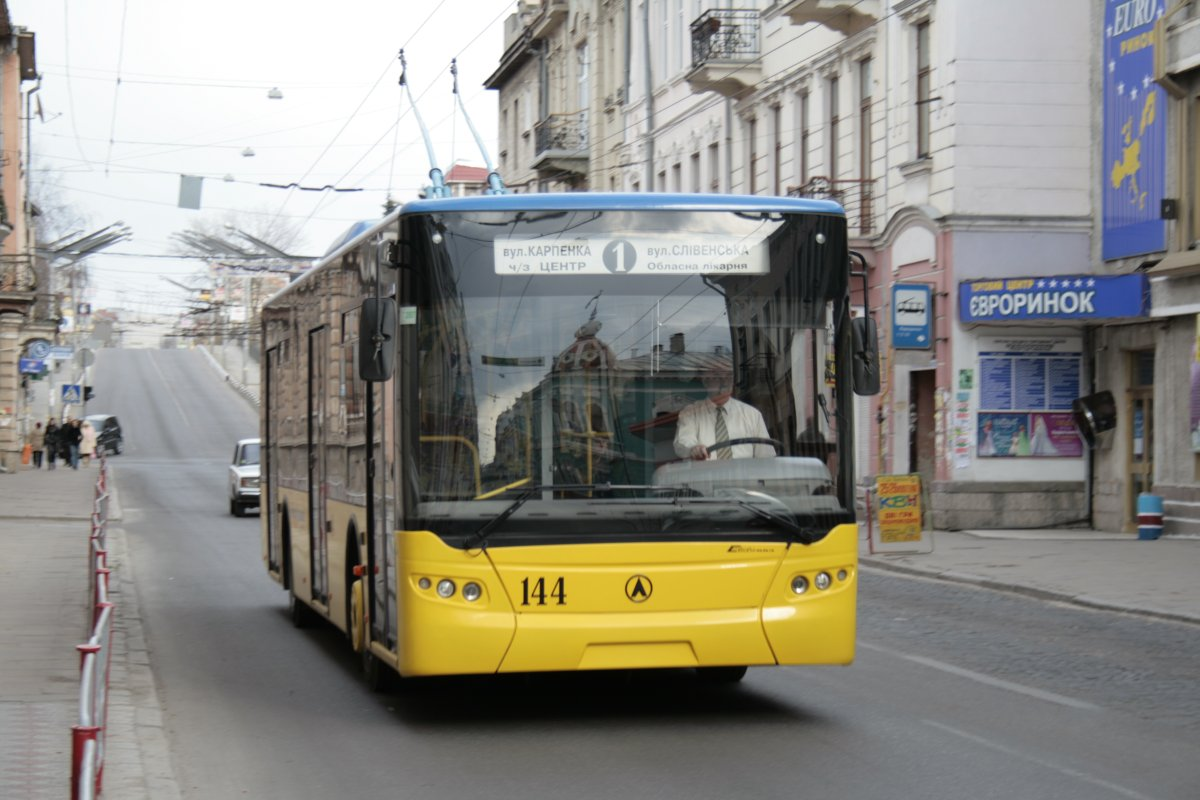
Тролейбус ЕлектроЛАЗ у Тернополі
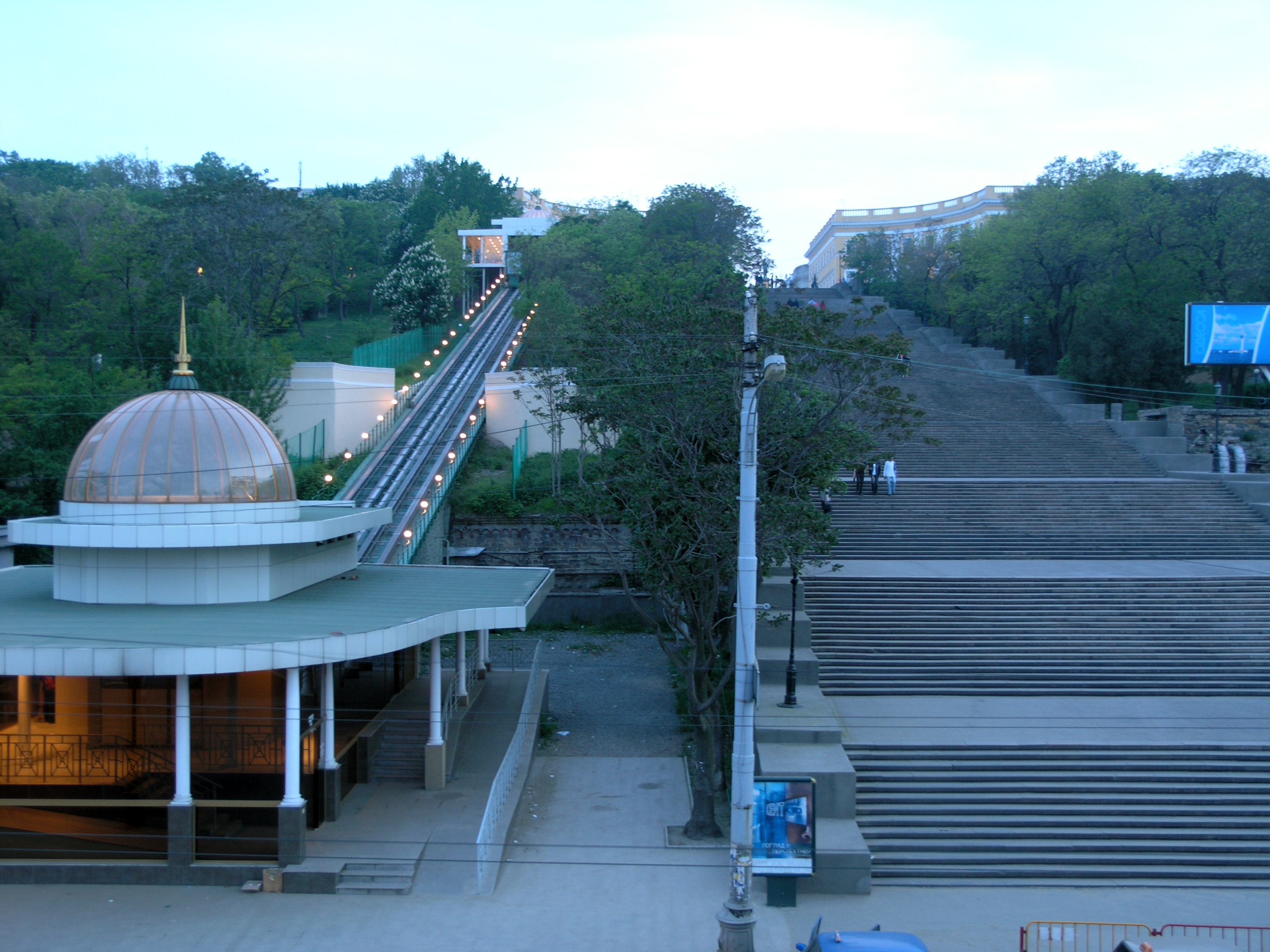
Одеський фунікулер

Одним з найзручніших видів транспорту є метрополітен. В Україні нині метрополітени діють у трьох містах: Києві, Харкові та Дніпрі.
Більшість міст України має автобусне сполучення. За всіма показниками цей вид міського транспорту перевищує всі інші види, але автобуси дуже забруднюють довкілля.

## Державне управління
Держава здійснює управління транспортною інфраструктурою країни через Міністерство інфраструктури. Станом на 27 травня 2016 року міністерство в уряді Володимира Гройсмана очолював Володимир Омелян. Адміністрацію портів очолює…

### Українською
- Атлас. 9 клас. Економічна і соціальна географія України / упорядники :  О. Я. Скуратович ; відп. ред. Веклич Л. М. — К. : ДНВП «Картографія», 2010. — ISBN 978-966-475-617-1.
- Атлас світу / голов. ред. І. С. Руденко ; зав. ред. В. В. Радченко ; відп. ред. О. В. Вакуленко. — К. : ДНВП «Картографія», 2005. — 336 с. — ISBN 9666315467.
- Безуглий В. В., Козинець С. В. Регіональна економічна і соціальна географія світу : Навчальний посібник. — видання 2-ге, доп., перероб. — К. : ВЦ «Академія», 2007. — 688 с. — ISBN 966-580-144-9.
- Дахно І. І. Країни світу: Енциклопедичний довідник / І. І. Дахно, С. М. Тимофієв. — К. : Мапа, 2011. — 606 с. — (Бібліотека нового українця) — ISBN 978-966-8804-23-6.
- Дорошенко В. І. Географія транспорту : Навчальний посібник / В. І. Дорошенко, К. Д. Діденко. — К. : Київський нац. ун-т ім. Т. Шевченка, 2010. — 183 с. — ISBN 978-966-439-329-1.
- Дубович І. А. Країнознавчий словник-довідник. — 5-те вид., перероб. і доп. — К. : Знання, 2008. — 839 с. — ISBN 978-966-346-330-8.
- Зеркалов Д. В. Транспорт України: Довідник. У двох книгах. — К. : Основи, 2003. — 1026 с.
- Паламарчук М. М. Географія України: Підручник для серед. шк. — К. : Освіта (видавництво), 1992. — 159 с. — ISBN 5-330-01950-8.
- Юрківський В. М. Регіональна економічна і соціальна географія. Зарубіжні країни : Підручник. — К. : Либідь, 2001. — 416 с. — ISBN 966-06-0092-5.

### Англійською
- (англ.) Modern Transport Geography / Hoyle, B. and R. Knowles (eds). — Second Edition,. — London : Wiley, 1998.
- (англ.) Rodrigue, J-P. The Geography of Transport Systems. — Fourth Edition. — N. Y. : Routledge, 2017. — 440 с. — ISBN 978-1138669574.
- (англ.) Taaffe E. J., Gauthier H. L. and O'Kelly M. E. Geography of transportation. — Second Edition. — N. Y. : Prentice Hall, 1996. — ISBN 0-13-368572-1.
- (англ.) Black, W. Transportation: A Geographical Analysis. — N. Y. : Guilford, 2003.

### Російською
- (рос.) Максаковский В. П. Географическая картина мира. Книга I: Общая характеристика мира. — М. : Дрофа, 2008. — 495 с. — ISBN 978-5-358-05275-8.
- (рос.) Максаковский В. П. Географическая картина мира. Книга II: Региональная характеристика мира. — М. : Дрофа, 2009. — 480 с. — ISBN 978-5-358-06280-1.
- (рос.) Физико-географический атлас мира. — М. : Академия наук СССР и главное управление геодезии и картографии ГГК СССР, 1964. — 298 с.
- (рос.) Шаповал Н. С. Транспортная география и транспортные системы мира : учебное пособие. — К. : Центр учбової літератури, 2006. — 188 с. — ISBN 000-0000-00-4.
- (рос.) Экономическая, социальная и политическая география мира. Регионы и страны / под ред. С. Б. Лаврова, Н. В. Каледина. — М. : Гардарики, 2002. — 928 с. — ISBN 5-8297-0039-5.
- (рос.) Энциклопедия стран мира / глав. ред. Н. А. Симония. — М. : НПО «Экономика» РАН, отделение общественных наук, 2004. — 1319 с. — ISBN 5-282-02318-0.